# Ранда Касис
Ранда Касис (на арабски: رندة قسيس) е френско-сирийски политик и водеща светска фигура на сирийската опозиция. Тя е президент на платформата на Астана на сирийската опозиция и основател на Движението на плуралистичното общество.

## Биография
Член е на Сирийския национален съвет до август 2012 г. Ранда Касис е бивш президент на коалицията на светските и демократични сирийци и член на Сирийския национален съвет. Коалицията на светските и демократични сирийци, ядрото на светската и демократична сирийска опозиция, е създадена от обединението на дузина мюсюлмански, християнски, арабски и кюрдски партии, които призоват малцинствата в Сирия да подкрепят борбата срещу правителството на Башар ал-Асад.
Касис вече не е член на Сирийския национален съвет, след като е изключена поради многобройните си декларации, предупреждаващи сирийската опозиция за възхода на мюсюлманските фундаменталисти.
Касис също е антрополог и журналист.Тя също е издала книга, наречена „Криптите на боговете“, която е книга за религиите, техния произход и начините им на функциониране. От началото на сирийската гражданска война на 15 март 2011 г. тя се превръща във водещ коментатор на сирийския конфликт и по-широките сложности на арабската пролет и бъдещето на региона на Близкия изток.
Ранда Касис инициира платформата в Астана през 2015 г. след нейното искане до президента на Казахстан за формиране на платформа, която може да събере умерени сирийски противници. Първият кръг на платформата в Астана беше модериран от казахстанския посланик Багдад Амреев, а откриващата сесия бе председателствана от казахстанския министър на външните работи Ерланд Идрисов. Вторият кръг беше модериран от Fabien Baussart, президент на Центъра за политически и външни работи.
Ранда Касис участва в мирните преговори в Женева през 2016 г. под знамето на групите Москва / Астана. Тя е съпредседател с Кадри Джамил от делегацията на сирийската светска и демократична опозиция. Тя е критикувана от други членове на опозицията за нейното застъпничество за политически преход в сътрудничество с режима на Башар Асад и подкрепата ѝ за руската намеса в гражданската война.
На 30 януари 2018 г. Ранда Касис, заедно с други членове на платформата Астана, участва в Сирийския национален конгрес като президент на платформата Астана. Касис подчертава значението на създаването на конституционен комитет с цел улесняване на мирния процес в Сирия, който по-късно се съгласиха да създадат тройката на ООН и Астана – Русия, Иран и Турция.